# Stenhomalus unicolor
Stenhomalus unicolor là một loài bọ cánh cứng trong họ Cerambycidae.